# Mars 1753
Cette page présente les faits marquants du mois de mars 1753.

## Événements
- 1er mars : la Suède adopte le calendrier grégorien[1]. Le 17 février est immédiatement suivi du 1er mars.